# El Rincón, Malinaltepec
El Rincón är en ort i Mexiko.   Den ligger i kommunen Malinaltepec och delstaten Guerrero, i den sydöstra delen av landet, 270 km söder om huvudstaden Mexico City. El Rincón ligger 610 meter över havet och antalet invånare är 2 449.
Terrängen runt El Rincón är kuperad åt sydost, men åt nordväst är den bergig. El Rincón ligger nere i en dal. Runt El Rincón är det ganska glesbefolkat, med 45 invånare per kvadratkilometer. El Rincón är det största samhället i trakten. I omgivningarna runt El Rincón växer huvudsakligen savannskog.